# Santa Cecília (Artemisia Gentileschi)
Santa Cecília é uma pintura da artista barroca Artemisia Gentileschi, uma pintora descrita como "uma grande exceção na história da arte - uma mulher de sucesso na pintura, em uma época em que a arte era dominada por homens."
A tela foi pintada em torno de 1620. Ela mostra a santa tocando alaúde, ao lado de um órgão. Atualmente, está na Galleria Spada em Roma; faz parte da coleção da Spada desde o século XVII.